# 王瓚 (弘治進士)
王瓚（1446年—？），字宗用，山東登州府蓬萊縣人，軍籍，明朝政治人物。

## 生平
成化二十二年（1486年）丙午科山東鄉試第十二名舉人。弘治三年（1490年）中式庚戌科會試第一百九十六名，三甲第一百七十二名進士。官禮科給事中。

## 家族
曾祖王伯忠；祖父王思榮；父王真，母劉氏。具庆下。弟珵、環。